# József Asbóth
József Asbóth [ˈjoːʒɛf ˈɒʒboːt] (* 18. September 1917 in Szombathely; † 22. September 1986 in München) war ein ungarischer Tennisspieler.
Asbóth war der erste ungarische Grand-Slam-Sieger, als er 1947 die französischen Tennismeisterschaften in Roland Garros gegen den Südafrikaner Eric Sturgess in drei Sätzen (8:6, 7:5, 6:4) gewann.
Zwischen 1938 und 1957 bestritt er insgesamt 16 Begegnungen für die ungarische Davis-Cup-Mannschaft. Er gewann dabei 18 seiner 30 Einzel- sowie 6 seiner 11 Doppelpartien.